# Piotrówek (powiat wrocławski)
Piotrówek (niem. Petersdorf) – wieś w Polsce, położona w województwie dolnośląskim, w powiecie wrocławskim, w gminie Jordanów Śląski.
W latach 1975–1998 wieś należała administracyjnie do województwa wrocławskiego.

## Integralne części wsi
| SIMC    | Nazwa   | Rodzaj     |
| ------- | ------- | ---------- |
| 0874785 | Karolin | przysiółek |

## Historia
Wieś weszła w 1945 r. w skład Polski. Jej mieszkańcy zostali wysiedleni do Niemiec i zastąpieni polskimi osadnikami.

## Zabytki
Do wojewódzkiego rejestru zabytków wpisany jest:
- zespół pałacowy i folwarczny, z XIX-XX w. - kompleks rezydencjonalno-gospodarczy:
  - pałac z 1860 r., wzniesiony w stylu klasycystycznym na planie prostokąta z osiowymi ryzalitami, nakryty czterospadowym dachem. Rozbudowany w 1896 r. o północne skrzydło na planie kwadratu, z kolistą wieżą z użytkowym poddaszem w narożniku. Budowla posiada 20 pomieszczeń, w tym obszerny strych, wielką salę balową, rozbudowane piwnice; na wieży funkcjonował zegar i dzwon, wybijający godziny. W latach 1892–1945 pałac znajdował się w rękach jednej z gałęzi dolnośląskiego rodu arystokratycznego von Richthofen. W r. 1945 został znacjonalizowany; przez pewien czas zarządzany był przez tutejsze PGR. Od 1991 r. znajduje się w rękach prywatnych - opuszczony i zaniedbany, od dziesięcioleci popada w ruinę
  - park krajobrazowy, z drugiej połowy XIX w., pozostałości, znajdują się na wschód od pałacu, a w nim pozostałości grodziska z XIII wieku
  - folwark, zaniedbany i częściowo zrujnowany, znajduje się na zachód od pałacu, z wewnętrznym dziedzińcem i budynkami gospodarczymi z końca XIX wieku:
    - dom mieszkalny, z końca XIX w.
    - obora, z 1870 r.
    - spichrz, z końca XIX w.
    - stodoła, z końca XIX w.
    - dwie oficyny, z końca XIX w.
    - stajnia i obora, z około 1900 r.
    - stodoła z częścią mieszkalną, z około 1900 r.
    - brama, z końca XIX w.
    - fragment muru granicznego, z końca XIX w.

  - kaplica grobowa Richthofena z 1903 znajduje się na wzgórzu obok pałacu. Wybudowana w stylu neoklasycystycznym, od frontu portyk z czterema kolumnami podtrzymującymi tympanon zawierający kartusz z herbami: Ulricha von Richthofena (1846-1917)[7] (L) i jego żony Heleny von Koschembahr (1850-1903) (P)[8][9].

inne zabytki:
- wieża Bismarcka popadająca w ruinę, najstarsza na świecie, znajduje się na pobliskiej Jańskiej Górze (niem. Johnsberg), dostępna polną ścieżką.

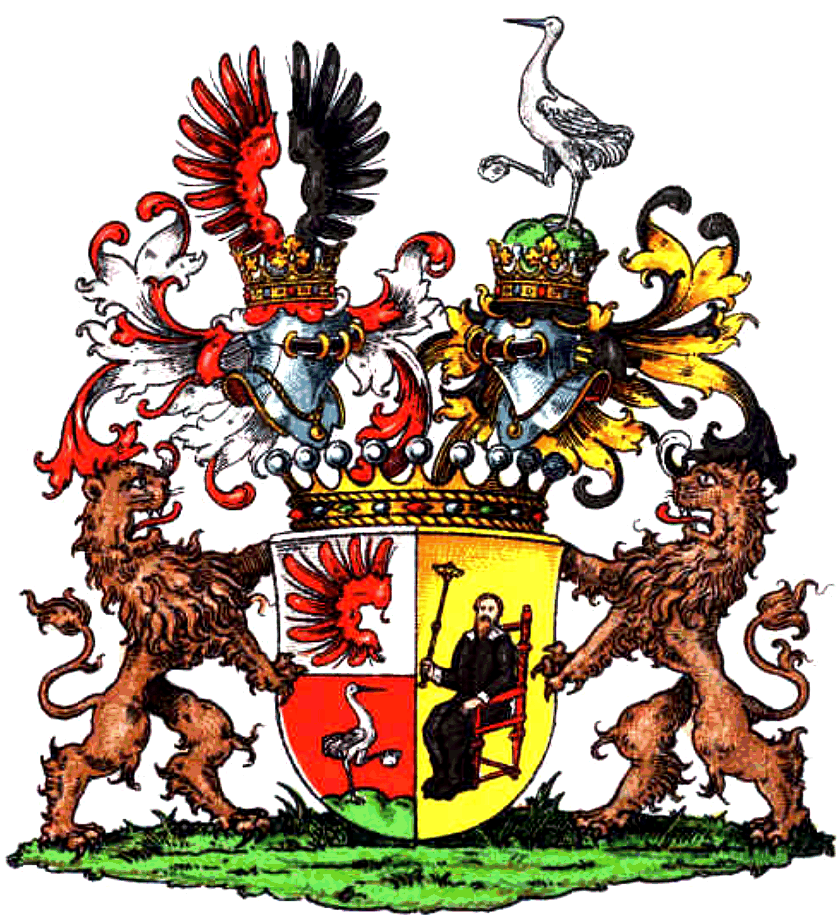
Herb von Richthofen
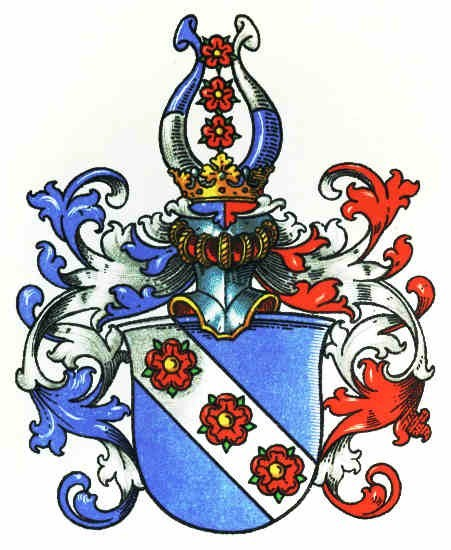
Herb von Koschembahr

## Szlaki turystyczne
- Żółty:  Przełęcz Sulistrowicka - Karolin - Piotrówek - Rozdroże nad Piotrówkiem (koniec na szlaku zielonym pod Jańską Górą)[10]